# Де Маттео, Дреа
Андреа Донна «Дреа» де Маттео (англ. Andrea Donna «Drea» de Matteo; род. 19 января 1972, Нью-Йорк, США) — американская актриса, известная благодаря своим телевизионным ролям Адрианы Ла Серва в «Клане Сопрано», Венди Кейс в «Сынах анархии», Джины Триббиани в «Джоуи» и Энджи Болен в «Отчаянных домохозяйках».

## Биография
Дреа де Маттео — американка итальянского происхождения, родилась в Куинсе, Нью-Йорк, дочь Донны (1942—2024), драматурга и учителя драматургии на HB Studio, и Альберта де Маттео, производителя мебели. Росла в католической семье, имеет двух старших братьев. Провела раннее детство в Куинсе, потом её семья переехала в Верхний Ист-Сайд, район на Манхэттене.
Училась в школе им. Лойолы в Верхнем Ист-Сайде в Нью-Йорке. Потом окончила школу искусств Tisch School of the Arts в Нью-Йоркском университете, хотела стать режиссёром, а не актрисой.
Живёт в Нью-Йорке, владела несколько лет магазином винтажной рок-н-ролльной одежды «Filth Mart» в районе Ист-Виллидж на Манхэттене совместно с лучшим другом и бывшим парнем Майклом Спортсом, подумывает открыть подобный в Лос-Анджелесе. Владеет итальянским и испанским языками.
После небольшой дебютной роли на экране в малоизвестном независимом фильме «Мистер очарование» (Meet Prince Charming) в 1999, де Маттео была на прослушивании для участия в одном эпизоде сериала «Клан Сопрано» на HBO. Она так поразила продюсеров сериала, что они расширили её роль Адрианы Ла Серва (подружки Кристофера Молтисанти, протеже Тони Сопрано) так, что она стала постоянной в сериале. Де Маттео получила премию «Эмми» как «Лучшая второстепенная актриса драматического сериала» за созданный ею образ Адрианы в 2004 году. Была также номинирована в 2005 на «Золотой глобус» и премию Гильдии киноактёров США.
Покончив с образом Адрианы в 2004, де Маттео в том же году получила главную роль в сериале «Джоуи», продолжении популярного долгоиграющего ситкома «Друзья». Шоу закрыли после двух сезонов. Также появлялась в фильме «Пароль „Рыба-меч“» и в фильме «Нападение на 13-й участок», ремейке фильма Джона Карпентера «Налёт на 13-е отделение полиции». У неё была главная роль в фильме «Наше Рождество» ('R Xmas), за которую она получила много положительных отзывов.
В 2009—2010 была занята на съёмках 6-го сезона «Отчаянных домохозяек», играла роль Энджи Болен.
В 2002 заняла 33-е место в списке «102 Самые сексуальные женщины мира» по версии журнала «Stuff». Занимала 42-е и 56-е места в списке «100 самых горячих женщин» по версии журнала «Maxim» в 2001 и 2002 соответственно.

## Личная жизнь
С 2001 по 2013 годы Дреа состояла в фактическом браке с музыкантом Шутером Дженнингсом (род. 1979), с которым она также была помолвлена с 2009 года. У бывшей пары есть двое детей — дочь Алабама Джипси Роуз Дженнингс (род. 28.11.2007) и сын Уэйлон Альберт Дженнингс (род. 07.04.2011).

## Избранная фильмография
| Год       |    | Русское название                    | Оригинальное название             | Роль                     |
| --------- | -- | ----------------------------------- | --------------------------------- | ------------------------ |
| 1996      | ф  |                                     | 'M' Word                          | имя персонажа неизвестно |
| 1996      | с  | Правосудие по Свифту                | Swift Justice                     | Лори Тако                |
| 1999      | ф  | Мистер Очарование                   | Meet Prince Charming              | Хилари Хэррис            |
| 2000      | ф  |                                     | Sleepwalk                         | Генриетта                |
| 2001      | ф  | Наше Рождество                      | 'R Xmas                           | жена                     |
| 2001      | ф  | Пароль «Рыба-меч»                   | Swordfish                         | Мелисса                  |
| 2001      | ф  | Всё схвачено                        | Made                              | девушка из клуба         |
| 2002      | ф  | Идеал                               | The Perfect You                   | Ди                       |
| 2002      | ф  | Дикие бесы                          | Deuces Wild                       | Бетси                    |
| 2003      | ф  | Бикон Хилл                          | Beacon Hill                       | кадет Рэмзи              |
| 2003      | ф  | Молитва о рок-н-ролле               | Prey for Rock & Roll              | Трейси                   |
| 2004      | ф  |                                     | Love Rome                         | Анджела                  |
| 2005      | ф  | Нападение на 13-й участок           | Assault on Precinct 13            | Айрис Ферри              |
| 2005      | тф | Каллас и Онассис                    | Callas e Onassis                  | имя персонажа неизвестно |
| 2006      | мф | Фарс пингвинов                      | Farce of the Penguins             | Эстер                    |
| 2006      | ф  | Walker Payne                        | Walker Payne                      | Лу Энн                   |
| 1999—2006 | с  | Клан Сопрано                        | The Sopranos                      | Адриана Ла Серва         |
| 2004—2006 | с  | Джоуи                               | Joey                              | Джина Триббиани          |
| 2007      | ф  | Любовь со словарём                  | Broken English                    | Одри Эндрюс              |
| 2007      | ф  | Хорошая жизнь                       | The Good Life                     | Дэйна                    |
| 2008      | ф  | Лейк-Сити                           | Lake City                         | Хоуп                     |
| 2008—2014 | с  | Сыны анархии                        | Sons of Anarchy                   | Венди Теллер             |
| 2009      | ф  | Нью-Йорк, я люблю тебя              | New York, I Love You              | Лидия                    |
| 2009      | ф  | Ещё раз с чувством                  | Once More with Feeling            | Лана Грегорио            |
| 2009—2010 | с  | Отчаянные домохозяйки               | Desperate Housewives              | Энджи Болен              |
| 2010      | тф | Факеры                              | Fakers                            | мать Таннера             |
| 2010      | с  | Укрощение Уайлда                    | Running Wilde                     | Диди                     |
| 2011      | с  | Закон и порядок: Специальный корпус | Law & Order: Special Victims Unit | Сандра Робертс           |
| 2012      | с  | Блудливая Калифорния                | Californication                   | Холли                    |
| 2014      | ф  | Тёмные тайны                        | Dark Places                       | Крисси Кэйтс             |
| 2017      | ф  | Не спи                              | Don't Sleep                       | Джо Марино               |
| 2016—2018 | с  | Оттенки синего                      | Shades of Blue                    | Тэсс Назарио             |
| 2019      | с  | Миллион мелочей                     | A Million Little Things           | Барбара Нельсон          |
| 2021      | с  | Райский город                       | Paradise City                     | Майя                     |
| 2022      | ф  | Столкновение                        | Collide                           | Энджи                    |
| 2022      | ф  | Один путь                           | One Way                           | Вик                      |
| 2025      | ф  | Бабули                              | Nonnas                            | Стелла                   |